# While the World Was Burning
While the World was Burning è il terzo album in studio del rapper statunitense Saint Jhn, pubblicato il 20 novembre 2020.

## Tracce
1. Sucks to Be You – 3:42
2. Switching Sides – 3:36
3. Freedom is Priceless – 1:59
4. Gorgeous – 3:03
5. High School Reunion, Prom (feat. Lil Uzi Vert) – 3:24
6. Monica Lewinsky, Election Year (feat. A Boogie wit da Hoodie, DaBaby) – 3:30
7. Roses Remix (feat. Future) – 3:07
8. Smack DVD (feat. Kanye West) – 2:55
9. Quarantine Wifey (feat. JID) – 3:54
10. Time for Demons – 2:16
11. Ransom (feat. 6lack, Kehlani) – 3:23
12. Back on the Ledge – 3:05
13. Roses (Imanbek Remix) (feat. Imanbek) – 2:51

## Formazione

### Musicisti
- Saint Jhn - voce
- Lil Uzi Vert - voce aggiuntiva (traccia 5)
- A Boogie wit da Hoodie - voce aggiuntiva (traccia 6)
- DaBaby - voce aggiuntiva (traccia 6)
- Future - voce aggiuntiva (traccia 7)
- Kanye West - voce aggiuntiva (traccia 8)
- Jid - voce aggiuntiva (traccia 9)
- 6lack - voce aggiuntiva (traccia 11)
- Kehlani - voce aggiuntiva (traccia 11)